# Теколутла
Теколутла (исп. Tecolutla) — муниципалитет в Мексике, входит в штат Веракрус. Население 24 258 человек.
Здесь находятся руины Куйушкиуи, древнего города тотонаков.